# Orphnus orbus
Orphnus orbus är en skalbaggsart som beskrevs av Benderitter 1920. Orphnus orbus ingår i släktet Orphnus och familjen Orphnidae. Utöver nominatformen finns också underarten O. o. orientalis.